# Amphiclasta lygaea
Amphiclasta
Genre
Espèce
Amphiclasta lygaea, unique représentant du genre Amphiclasta, est une espèce d'insectes lépidoptères (papillons) de la famille des Geometridae qui vit en Australie.

## Publication originale
- (en) A. Jefferis Turner, « New Australian Lepidoptera, with synonymic and other notes », Transactions of the Royal Society of South Australia, Taylor & Francis, vol. 30,‎ 10 juillet 1906, p. 118-142 (ISSN 0372-1426 et 2204-0293, lire en ligne).